# Human Again (bài hát)

Human Again trong vở nhạc kịch Broadway chuyển thể từ bộ phim.

Human Again là một bài hát đã bị cắt khỏi phim Người đẹp và quái thú và sau đó đã được khôi phục trở lại trong phiên bản đặc biệt phát hành năm 2002 theo định dạng IMAX và phiên bản DVD Bạch kim đặc biệt (cũng được đưa vào phiên bản đĩa Blu-ray Kim cương năm 2010). Lần đầu tiên bài hát này xuất hiện trước công chúng là trong vở nhạc kịch sân khấu Người đẹp và quái thú. Bài hát miêu tả lại cảnh những đồ vật bị phù phép đang dọn dẹp lâu đài chuẩn bị cho phân cảnh mang tính biểu tượng của phim trong phòng kiêu vũ, bởi họ đều cho rằng Belle và Beast sẽ thổ lộ tình cảm của mình tại đó. Bài hát cũng đã mở rộng thêm vai trò của nhân vật Chiếc tủ quần áo khi nó có một màn đơn ca của riêng mình. Ở phân cảnh khi bài hát được cất lên, Belle và Quái thú đang cùng nhau đọc Romeo & Juliet (trong bộ phim) và đọc Vua Arthur (King Arthur) (trong vở nhạc kịch). Theo dòng thời gian của phim, bài hát xuất hiện giữa hai ca khúc Something There và Beauty and the Beast. Bài hát này do nhà soạn nhạc Alan Menken viết nhạc và Howard Ashman viết lời. Trong phim, ca khúc chủ yếu do Lumière (Jerry Orbach), Cogsworth (David Ogden Stiers), Mrs. Potts (Angela Lansbury), và Chiếc tủ quần áo (Jo Anne Worley).

## Sản xuất
Bài hát ban đầu được viết cho bộ phim phát hành năm 1991, nhưng bị cắt do các vấn đề liên quan đến tiến trình phát triển của cốt truyện cũng như độ dài của ca khúc. Bài hát sau đó đã được đưa vào vở nhạc kịch Broadway năm 1994, và cuối cùng được khôi phục trong phiên bản đĩa DVD phát hành năm 2002 của phim.
Don Hahn giải thích: "Kirk và Gary và tôi ngồi lại với nhau thảo luận về Phiên bản đặc biệt của Chiến tranh giữa các vì sao vừa mới ra mắt và Kirk gợi ý một cách hài hước rằng, 'chẳng phải sẽ rất hay nếu chúng ta làm một phiên bản đặc biệt của Người đẹp và quái thú có thêm bài hát Human Again hoặc với một vài chất liệu mới sao?' Khi giám đốc của Feature Animation nói rằng ông nghĩ đó là một ý tưởng hay, chúng tôi thôi nói đùa mà bắt đầu suy nghĩ thực sự xem chúng tôi sẽ thực hiện nó như thế nào. Chúng tôi đã vẽ bảng truyện cho phân cảnh này từ hồi làm bộ phim gốc, nhưng vẫn phải hoàn toàn làm lại từ đầu cho phiên bản đặc biệt này.
Kirk Wise (đạo diễn bộ phim gốc) cũng đã đạo diễn phân cảnh hoạt hình bổ sung cho bài hát này, cùng với vị đồng đạo diễn của Người đẹp và quái thú trước kia, Gary Trousdale. Wise giải thích, "chúng tôi có khá nhiều họa sĩ hoạt hình, họa sĩ nền, và một số nghệ sĩ ngày xưa cùng tham gia với phân cảnh này".

## Ca khúc
Show Biz Training miêu tả bài hát là một "điệu waltz tuyệt đẹp".

## Bị cắt khỏi phim
Human Again phần nào được coi là một bài hát gây tranh cãi trong phim Người đẹp và quái thú. DigitalMediaFX nói "có một lý do vì sao ca khúc "Human Again" lại không được đưa vào bộ phim Người đẹp và quái thú ban đầu - có vẻ nó không hợp lắm", và trích dẫn lại lời của chính Disney, "...bài hát gây ra một số vấn đề với cốt truyện mà chúng tôi không kịp giải quyết. Ban đầu được định là một tác phẩm âm nhạc dài 11 phút, bài hát cuối cùng đã bị thay thế bằng một ca khúc khác ngắn hơn và sát với cốt truyện hơn là 'Something There'". Show Biz Training giải thích rằng bài hát đã bị cắt "bất chấp mong muốn của các nhạc sĩ và các nhà làm phim được giữ lại nó". Họ cuối cùng chấp nhận theo cốt truyện chủ quan và miễn cưỡng cắt bỏ nó.
Kirk Wise giải thích động lực đằng sau việc cắt bỏ bài hát khỏi phim và việc phục hồi lại nó trong phiên bản sân khấu: "Quay trở lại khi bài hát được viết và sắp xếp trong phim, ban đầu nó có độ dài 11 phút, khá nhiều trong hoàn cảnh một bộ phim hoạt hình chiếu rạp vốn đã có khá nhiều ca khúc. Độ dài là một chuyện nhưng cấu trúc của bài hát vào thời điểm đó cũng là một vấn đề bởi nó nhấn mạnh vào sự chảy trôi của thời gian, từng tháng qua đi, và lá vàng rụng xuống. Điều đó gây ra một vài vấn đề về cốt truyện với chúng tôi bởi chúng tôi luôn tự đặt câu hỏi, 'Thế nào? Có phải suốt thời gian đó Maurice chỉ đi lang thang trong khu rừng không? Có phải Gaston chỉ ngồi trong quán rượu và uống bia suốt ngày đến khi bộ râu mọc dài trắng xoá?' Chúng tôi không biết phải làm gì với các nhân vật còn lại trong thời gian này khi Belle ở lâu đài mà vẫn đẩy cốt truyện tiếp tục diễn tiến. Đó là những lý do vào thời điểm đó chúng tôi cắt bỏ bài hát này. Cho đến khi chúng tôi xem phiên bản Broadway mà Alan đã biên tập kỹ càng về âm nhạc và phát hiện ra một chỗ hơi khác có thể đưa bài hát này vào, từ đó chúng tôi nhận ra có một cách để làm được. Trở ngại về dòng chảy thời gian không còn... thế là vấn đề đã được giải quyết. Và Alan cũng đã sửa chữa thêm một chút cho chúng tôi khi chúng tôi có ý định đưa ca khúc này vào phim, và giờ mọi thứ rất hoàn hảo. Giờ đã có một bộ nhạc rất tốt cho phim, bắt đầu với "Something There," ca khúc mà Belle và Quái thú hát khi họ đang chơi ném bóng tuyết, rồi chuyển dần sang "Human Again" nói về suy nghĩ của các đồ vật bị phù phép, những hi vọng của họ khi Belle và Quái thú yêu nhau, tiếp đến là bản ballad "Beauty and the Beast", đỉnh cao trong tình yêu của họ. Và giờ, đã có một câu chuyện nhỏ rất đẹp nằm trong câu chuyện lớn của phim."

## Đánh giá
DigitalMediaFX viết "Nửa đầu bài hát (cùng với phần giới thiệu) có vẻ hơi yếu một chút, mặc dù sau đó mọi thứ trở nên tốt hơn. Sau đó, ba phần tư chiều dài ca khúc là phân cảnh Belle dạy Quái thú đọc. Riêng phân cảnh này đã làm tăng chiều sâu cho câu chuyện và mối quan hệ giữa hai người. Chắc chắn đây là một sự bổ sung tuyệt vời cho bộ phim. Ngoài ra tôi cũng phải công nhận rằng thật thú vị khi có cái gì đó "mới" để xem. Nhưng cùng với đó, "Human Again" cũng làm người xem cảm thấy có vẻ như "có quá nhiều" ca khúc trong bộ phim cổ điển này, đặc biệt là khi nó xuất hiện chỉ một lúc sau "Something There." Tôi nghĩ bộ phim sẽ xuất sắc hơn nếu phân cảnh "học đọc" được thêm vào mà không có bài hát này".